# ’s-Hertogenbosch

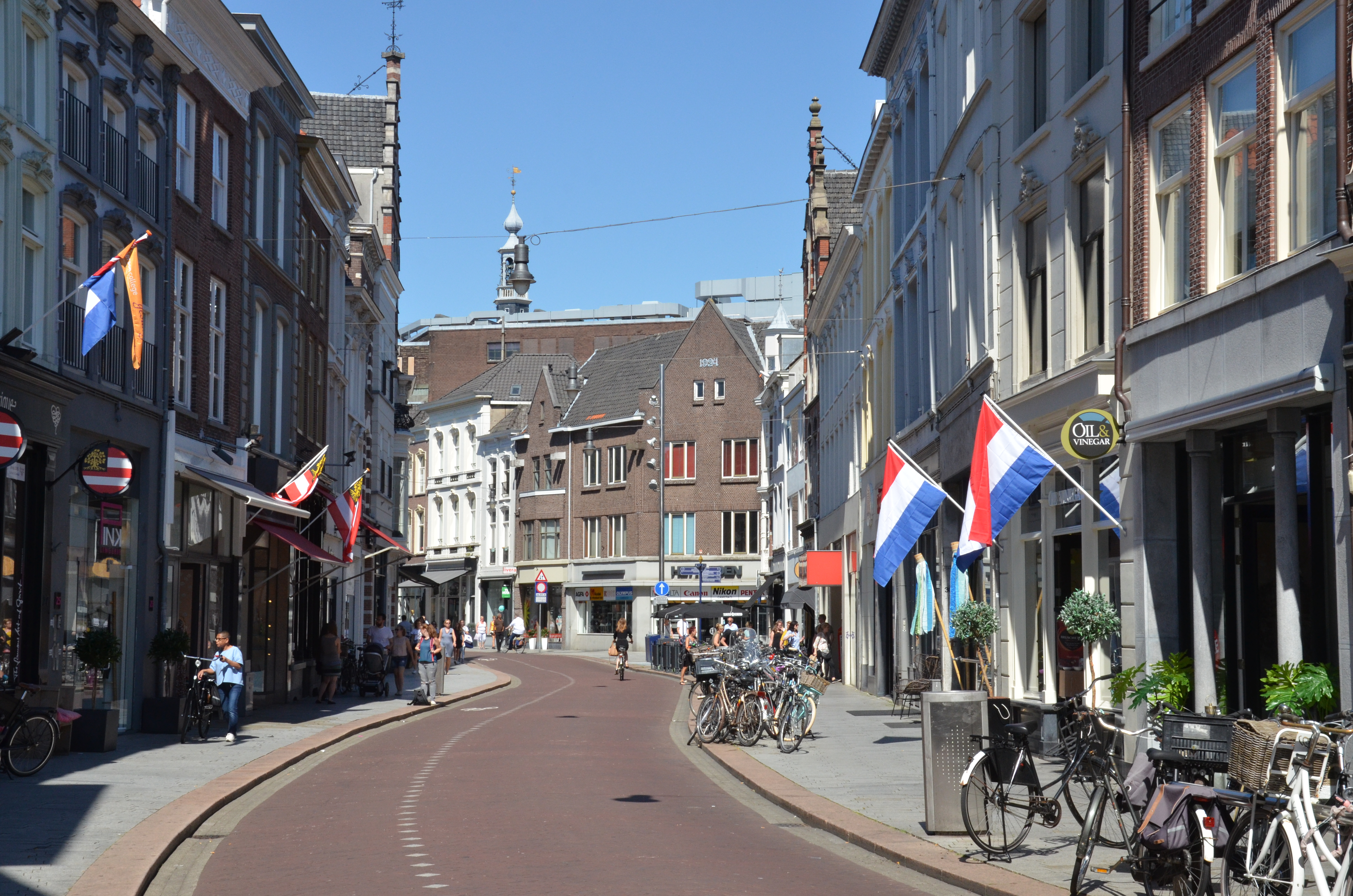
Kamienice przy Vughterstraat

’s-Hertogenbosch (wym. [sɛɾtoːɣə(n)ˈbɔs]ⓘ; występuje także jako Den Bosch – [dɛmˈbɔs]ⓘ; fr. Bois-le-Duc, hiszp. Bolduque, niem. Herzogenbusch; dosłownie: „Książęce Lasy”) – miasto i gmina w Holandii, nad rzeką Dommel, ok. 80 km na południe od Amsterdamu. Ośrodek administracyjny prowincji Brabancja Północna. W mieście znajduje się gotycka katedra św. Jana z początku XIII w.
Występuje tu przemysł maszynowy, metalowy, farmaceutyczny i odzieżowy. Od nazwy tego właśnie miasta pochodzi używana dziś forma nazwiska niderlandzkiego malarza Hieronymusa van Aaken, znanego jako Hieronim Bosch. W pobliskich lasach podczas II wojny światowej naziści założyli niemiecki obóz koncentracyjny Hertogenbosch.
W mieście znajduje się stacja kolejowa ’s-Hertogenbosch. 
Od 1954 w ’s-Hertogenbosch odbywa się Międzynarodowy Konkurs Wokalny dla śpiewaków operowych (53 edycje do roku 2019).

## Klimat
| Miesiąc                          | Sty | Lut | Mar  | Kwi  | Maj  | Cze  | Lip  | Sie  | Wrz  | Paź  | Lis | Gru |
| -------------------------------- | --- | --- | ---- | ---- | ---- | ---- | ---- | ---- | ---- | ---- | --- | --- |
| Średnie temperatury w dzień [°C] | 5,8 | 6,7 | 10,0 | 14,4 | 17,9 | 20,8 | 22,6 | 22,0 | 19,1 | 14,8 | 9,8 | 6,3 |
| Średnie temperatury w nocy [°C]  | 1,3 | 1,1 | 2,7  | 5,5  | 9,4  | 12,3 | 14,5 | 14,2 | 11,9 | 8,8  | 5,1 | 2,2 |
| Opady [mm]                       | 69  | 59  | 60   | 53   | 64   | 69   | 81   | 82   | 67   | 66   | 68  | 75  |
| Źródło: climate-data.org         |     |     |      |      |      |      |      |      |      |      |     |     |

## Współpraca
Miejscowości partnerskie:
- Leuven, Belgia, od 1984
- Trewir, Niemcy, od 7 czerwca 1968